# مینان (زنجان)
مینان (زنجان)، روستایی از توابع بخش زنجانرود شهرستان زنجان در استان زنجان ایران است.
در این روستا کشت گندم، جو، نخود سیاه و ... انجام میشود.

## جمعیت
این روستا در دهستان غنی‌بیگلو قرار دارد و براساس سرشماری مرکز آمار ایران در سال ۱۳۸۵، جمعیت آن ۱۳۹ نفر (۲۹خانوار) بوده‌است.